# John Bachtell
John Bachtell (Yellow Springs, 26 de marzo de 1956) es un político, activista, sindicalista y organizador comunitario estadounidense. Sirvió como Presidente del Partido Comunista de los Estados Unidos, de tendencia marxista-leninista, desde su trigésima convención nacional, en 2014, hasta la trigésimo primera convención nacional, en 2019.

## Carrera
Bachtell trabajó como un organizador para el CPUSA en Illinois, y fue un miembro del Comité Nacional del Partido. Fue a la vez el líder del partido en Nueva York.
En un artículo publicado en la revista Political Affairs inmediatamente después de su elección, Bachtell dejó su análisis de la situación contemporánea en los Estados Unidos y como los comunistas deberían comportarse dentro de esa situación. Enfatizó que el Partido Comunista buscará siempre que sea posible una transición pacífica hacia el socialismo, diciendo "Dado el desarrollo de instituciones y tradiciones democráticas en los EE.UU., la participación en el ámbito electoral y la acción política es esencial y crece en importancia. Ello implica la construcción de amplias coaliciones anti-ultraderecha, reforma y antimonopolio que ganen mayorías y, por lo tanto, poder en todas las instituciones democráticas, por ejemplo, juntas escolares, juntas de planificación, ayuntamientos, juntas de condado, legislaturas estatales, oficinas federales, tanto en estados en 'rojo' (de mayoría demócrata) y estados 'azules' (de mayoría republicana)".
Fue sucedido en el cargo por Rossana Cambron y Joe Sims.